# Assassin's Creed II: Discovery
Assassin's Creed II: Discovery es un videojuego desarrollado por Griptonite Games y distribuido por Ubisoft para Nintendo DS, iPhone y el iPod Touch.
Se trata de una expansión del videojuego Assassin's Creed II, y salió a la venta en España el 19 de noviembre de 2009. En este juego se incluyen tres nuevas ciudades: Zaragoza, Barcelona y Granada.
Este trata los hechos sucedidos entre el final de la secuencia 12 y el inicio de la secuencia 13 de Assassin's Creed II.
La historia de Discovery dejó de ser canónica tras el estreno de la película, que está ambientada en el mismo escenario y en la misma época (la España de fines del siglo XV).

## Sinopsis
Sobre 1490, quince años después del asesinato de su familia por Rodrigo Borgia, Ezio Auditore de Florencia se topa con Luis de Santángel, compañero de viaje de Cristóbal Colón. El descubridor se cita con el Español Rodrigo Borgia, quien desea asesinarle y conseguir los mapas necesarios para zarpar hacia Asia por la ruta del Oeste.
Es entonces cuanto Ezio viaja a España y se alía con los asesinos del país para liberar la presión ejercida por los templarios, con Tomás de Torquemada en cabeza, que aprovecha su máximo rango como inquisidor y confesor de la reina Isabel I de Castilla.